# Edward Woodward
Edward Albert Arthur Woodward, OBE (* 1. Juni 1930 in London Borough of Croydon, Greater London; † 16. November 2009 in Truro, Cornwall) war ein britischer Schauspieler und Sänger.

## Biografie
Woodward besuchte in Croydon, einem Stadtbezirk im Süden von London, die Schulen Eccleston Road und Sydenham Road School, außerdem die Elmwood School in Wallingford, danach das Kingston College und mit fünfzehn Jahren die Royal Academy of Dramatic Art, in der er später Mitglied wurde.
1952 heiratete er Venetia Mary Collett (Venetia Barrett). Sie haben die drei Kinder Sarah, Tim und Peter, die alle Schauspieler sind. Die Ehe wurde in den 1980ern geschieden. 1987 heiratete Woodward die Schauspielerin Michele Dotrice, mit der er eine Tochter hat. Michele Dotrice ist die Tochter von Kay und Roy Dotrice; eine ihrer Schwestern ist die Schauspielerin Karen Dotrice.
Woodward begann seine Karriere im Jahr 1946 auf der Bühne des Castle Theatre in Farnham. Danach setzte er sein Wirken in verschiedenen Orten in England und Schottland fort, wie etwa 1955 in der Komödie Where’s There A Will, die im selben Jahr auch mit ihm verfilmt wurde. 1955 spielte er erstmals in London, wo er in den nächsten vier Jahrzehnten immer wieder auftrat.
Im Theater war er unter anderem 1958 in Shakespeares Romeo und Julia und in Hamlet sowie 1971 in Cyrano de Bergerac von Edmond Rostand zu sehen. Zeitweise arbeitete Woodward auch am Broadway, etwa in Rattle of a Simple Man (1963) und in der Musicalkomödie High Spirits (1964–1965), die drei Tony Awards gewann und eine Adaption des Stückes Geisterkomödie (Blithe Spirit) von Noël Coward war. 1966 folgte die Komödie The Best Laid Plans.
Außer auf Theaterbühnen war Woodward in zahlreichen Filmen und Fernsehproduktionen zu sehen. Er verkörperte die Hauptrollen in der britischen Fernsehserie Callan (1967–1972) und der US-amerikanischen Fernsehserie Der Equalizer (1985–1989). Daneben versuchte sich Woodward auch als Sänger. Er nahm mindestens zwölf Musikalben auf LPs auf sowie dreimal Lesungen mit Gedichten und sprach vierzehn Hörbücher auf Kassette. Zweimal erhielt er den Musikpreis Gold Discs, das britische Gegenstück zum Grammy.
In dem britischen Horrorfilm The Wicker Man war Woodward 1973 in einer Hauptrolle neben Christopher Lee zu sehen. In dem australischen Filmdrama Der Fall des Lieutnant Morant (Breaker Morant, 1980) porträtierte er die Titelfigur Breaker Morant. In der dramatischen Geheimagentenserie Nikita war er in den letzten vier Folgen als der von der Hauptfigur (Peta Wilson) gesuchte Mister Jones zu sehen.

## Auszeichnungen
In den Jahren 1969 und 1970 wurde er Television Actor of the Year, Fernsehschauspieler des Jahres. 1970 und in den beiden darauf folgenden Jahren erhielt er als bester Schauspieler Sun Awards. 1970 gewann Woodward als bester Schauspieler für die Hauptrolle in der Fernsehserie Callan einen BAFTA TV Award. 1978 wurde er zum Officer of the British Empire (OBE) ernannt. 1987 konnte er als bester Schauspieler in einer dramatischen Fernsehserie für seine Hauptrolle in Der Equalizer einen Golden Globe Award entgegennehmen. Bei den Emmy Awards wurde er im Zeitraum von 1986 bis 1990 fünfmal für Der Equalizer nominiert und einmal für eine Rolle als Gaststar in der Dramaserie Alfred Hitchcock Presents.

## Filmografie (Auswahl)
- 1964: Becket
- 1964: Preston & Preston (The Defenders, Fernsehserie, 1 Folge)
- 1967: Sword of Honour (Fernsehserie, 3 Folgen)
- 1967: Simon Templar (The Saint, Fernsehserie, 1 Folge)
- 1967: Der Baron (The Baron, Fernsehserie, 1 Folge)
- 1967–1972: Callan (Fernsehserie, 43 Folgen)
- 1969: Die Spur führt nach Soho (The File of the Golden Goose)
- 1971: Incense of the Damned
- 1972: Blutroter Morgen (Sitting Target)
- 1972: Der junge Löwe (Young Winston)
- 1973: Unter tödlicher Sonne (Charley One-Eye)
- 1973: The Wicker Man
- 1974: Den Aasgeiern eiskalt serviert (Callan)
- 1977: 1990 (Fernsehserie)
- 1980: Der Fall des Lieutnant Morant ('Breaker' Morant)
- 1981: The Appointment
- 1981: Wet Job
- 1982: Das Kommando (Who Dares Wins)
- 1983: Operation Comeback (Love Is Forever)
- 1984: Sein größter Sieg (Champions)
- 1984: Charles Dickens’ Weihnachtsgeschichte (A Christmas Carol)
- 1985: Merlin und das Schwert (Arthur the King)
- 1985: König David (King David)
- 1985–1989: Der Equalizer (The Equalizer, Fernsehserie, 88 Folgen)
- 1987: Onkel Toms Hütte (Uncle Tom’s Cabin, Fernsehfilm)
- 1988: Equalizer – Die lebende Tote (Memories of Manon)
- 1989: Mord auf hoher See (The Man in the Brown Suit)
- 1990: Kein Mord ohne Leiche (Over My Dead Body)
- 1990: Sherlock Holmes muß sterben (Hands of a Murderer)
- 1990: Mister Johnson (Mister Johnson)
- 1993: Deadly Advice
- 1993: Versöhnung zu Weihnachten (Christmas Reunion)
- 1995: Verschwörung der Patrioten (The Shamrock Conspiracy)
- 1996: Gullivers Reisen (Gulliver’s Travels)
- 1998: Die Profis – Die nächste Generation (CI5: The New Professionals, Fernsehserie)
- 1999: Marcie’s Dowry
- 1999: Crusade (Fernsehserie, Folge 02)
- 2001: Nikita (La Femme Nikita, Fernsehserie, Folgen 5x05–5x08)
- 2001: Messias: Die ersten Morde (Messiah)
- 2007: Hot Fuzz – Zwei abgewichste Profis (Hot Fuzz)
- 2007: Five Days (BBC-TV-Serie)

## Diskografie (Auswahl)

### Alben
- 1970: This man alone - DJM DJLPS405
- 1971: It had to be you - DJM DJLPS418
- 1972: The Edward Woodward album - DJM DJM22054
- 1974: Woodward again - DJM DJLPS444
- 1975: Edwardian Woodward - DJM DJF20459
- 1977: Love is the key - DJM DJF20495
- 1978: The thought of you - DJM DJF20535
- 1979: Don't Get Around Much Anymore - DJM DJF20559

### Singles
- 1971: It had to be you DJM DJS.323
- 1974: Lights of Cincinnati DJM DJS.306
- 1975: Champagne Charlie DJM DJS.614